# افسر حفاظت

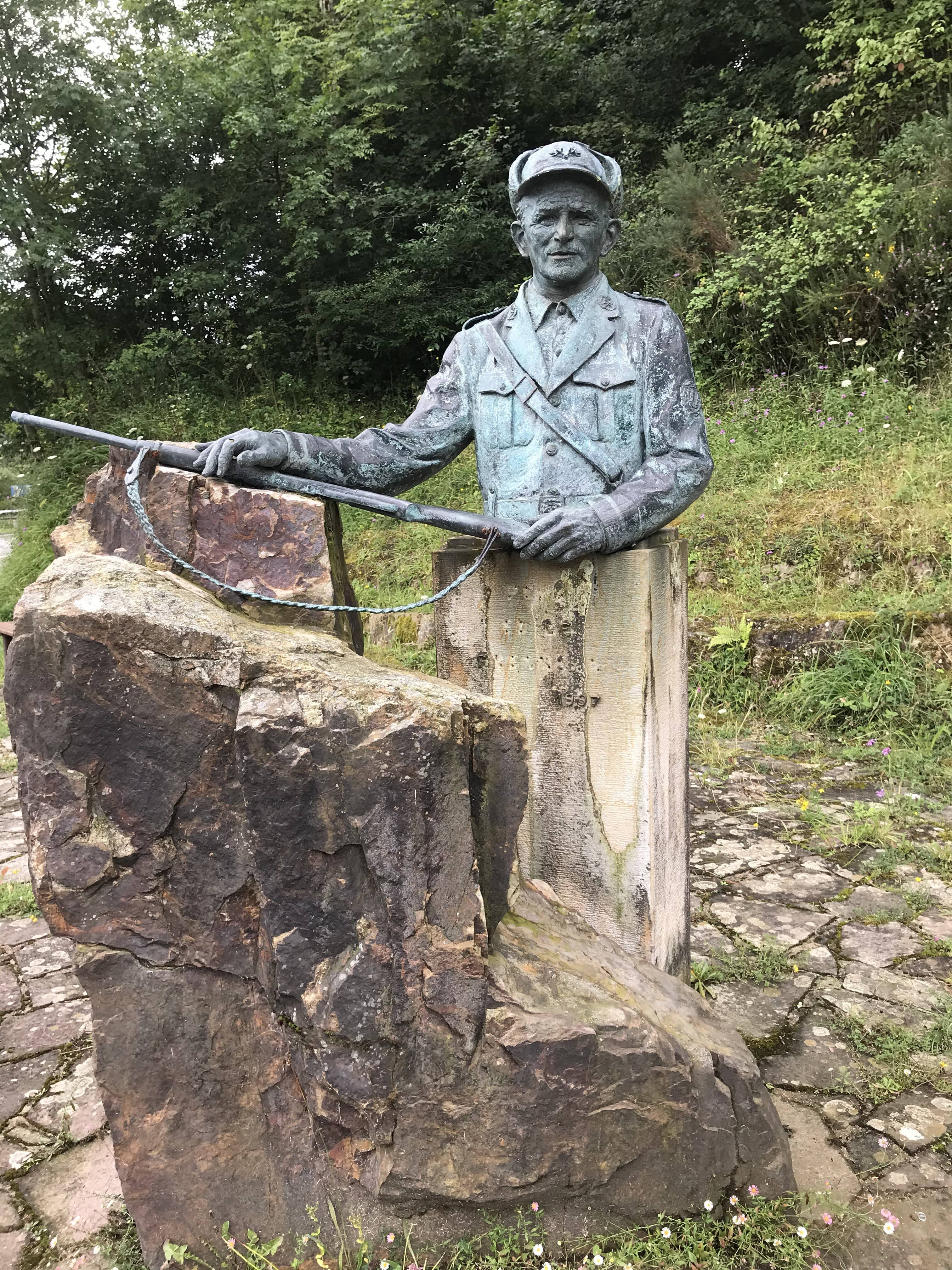
مجسمه برنزی پپه ال لوبرو (۱۹۰۹–۱۹۹۵)، جنگلبان سرشناس ساجا-بسایا، مهم‌ترین ذخیره‌گاه شکار اسپانیا

افسر حفاظت (به انگلیسی: Conservation officer) یک افسر مجری قانون است که از حیات وحش و محیط زیست حفاظت می‌کند. یک افسر حفاظت ممکن است به عنوان تکنسین محیط زیست / تکنولوژیست، نگهبان شکار، محیط‌بان، ناظر جنگل، نگهبان جنگل، جنگل‌بان، نگهبان، بازرس، افسر حیات وحش، افسر حیات وحش، یا سرباز حیات وحش نیز شناخته شود.